# Bolazec
Bolazec is een gemeente in het Franse departement Finistère (regio Bretagne) en telt 206 inwoners (2005). De plaats maakt deel uit van het arrondissement Châteaulin.

## Geografie
De oppervlakte van Bolazec bedraagt 17,4 km², de bevolkingsdichtheid is 11,8 inwoners per km².
De onderstaande kaart toont de ligging van Bolazec met de belangrijkste infrastructuur en aangrenzende gemeenten.

## Demografie
Onderstaande figuur toont het verloop van het inwonertal (bron: INSEE-tellingen).
1. ↑  Populations de référence 2022.